# Hadena cuprea
Hadena cuprea är en fjärilsart som beskrevs av George Francis Hampson. Hadena cuprea ingår i släktet Hadena och familjen nattflyn. Inga underarter finns listade i Catalogue of Life.